# Salvatore Coccoluto
Salvatore Coccoluto (Terracina, 7 settembre 1978) è uno scrittore, saggista e critico musicale italiano.

## Biografia
Dal 2011 al 2018 ha collaborato con Il Fatto Quotidiano (web), il magazine La Freccia e Radio Web Italia. Ha scritto anche per LeiWeb, Oggi.it, Leifoodie e la rivista In Altri Termini, occupandosi di musica, libri, teatro e food.
Nel 2008 esce il suo primo saggio, “Renzo Arbore e la radio d'autore – Tra avanguardia e consumo” , dedicato alle storiche trasmissioni radiofoniche dello showman pugliese: Bandiera gialla, Per voi giovani e Alto Gradimento. Il 31 ottobre 2008, insieme a Renzo Arbore, presenta il volume presso la sede di Roma della Federazione Nazionale della Stampa Italiana (FNSI).
Nel 2012 è autore di un saggio sulla storia della canzone sociale e di protesta, “Il tempo della musica ribelle - Da Cantacronache ai grandi cantautori italiani”, che lo porta a collaborare con l'Istituto Ernesto de Martino, riferimento della ricerca sul mondo popolare e proletario.
Nel 2014 pubblica un libro sulla storia del movimento musicale new wave in Italia negli anni Ottanta, intitolato “Desiderio del nulla”, e pochi mesi dopo un volume sulla vita e le canzoni di Franco Califano.
È autore anche dei libri “Mia Martini. Almeno tu nell'universo” e “Pino Daniele. Una storia di blues, libertà e sentimento”, entrambi usciti nel 2015.
Nel 2016 pubblica il volume "La musica si fa insieme", che esplora il percorso artistico del maestro Ezio Bosso, pianista, contrabbassista, compositore e direttore d'orchestra di fama mondiale. Il sito della rivista Panorama lo inserisce fra i cinque migliori libri di musica usciti nel corso del 2016.
Appassionato di tennis, nel 2017 è autore del saggio "Gioco, partita, incontro. Le imprese dei campioni di tennis italiani da Nicola Pietrangeli a Flavia Pennetta", che racconta momenti e personaggi significativi del tennis italiano.
Nel 2020 pubblica due libri: "Lucio Dalla. La vita, le canzoni, le passioni", che racconta il percorso artistico del cantautore bolognese attraverso i luoghi in cui ha vissuto e le sue innumerevoli passioni, e l'edizione ampliata di "Ezio Bosso. La musica si fa insieme".
Nel 2021 è autore del libro "Le leggende del jazz. Ritmo e improvvisazione", in cui individua ventitré personaggi mitici del jazz e ne traccia per ciascuno delle brevi biografie.  Nel 2024, in occasione dell'uscita del film Califano con protagonista Leo Gassmann, pubblica l'edizione ampliata del libro "Franco Califano. Non escludo il ritorno".

## Pubblicazioni
- Renzo Arbore e la radio d'autore - Tra avanguardia e consumo, Bastogi, 2008, ISBN 978-88-6273-046-4.
- Il tempo della musica ribelle - Da Cantacronache ai grandi cantautori italiani, Stampa Alternativa, 2012, ISBN 978-88-6222-305-8.
- Desiderio del nulla - Storia della new wave italiana, Stampa Alternativa, 2014, ISBN 978-88-6222-408-6.
- Franco Califano. Non escludo il ritorno, Reggio Emilia, Imprimatur, 2014. ISBN 978-88-6830-181-1
- Mia Martini. Almeno tu nell'universo, Reggio Emilia, Imprimatur, 2015, ISBN 978-88-6830-229-0.
- Pino Daniele. Una storia di blues, libertà e sentimento, Reggio Emilia, Imprimatur, 2015, ISBN 978-88-6830-287-0.
- Gianna Nannini. Amore e musica al potere, Reggio Emilia, Imprimatur, 2016, ISBN 978-88-6830-371-6.
- Ezio Bosso. La musica si fa insieme, Reggio Emilia, Imprimatur, 2016, ISBN 978-88-6830-472-0.
- Gioco, partita, incontro. Le imprese dei campioni di tennis italiani da Nicola Pietrangeli a Flavia Pennetta, Reggio Emilia, Imprimatur, 2017, ISBN 9788868305314.
- Lucio Dalla. La vita, le canzoni, le passioni, Santarcangelo di Romagna, Diarkos, 2020, ISBN 9788832176322.
- Ezio Bosso. La musica si fa insieme. Edizione ampliata, Santarcangelo di Romagna, Diarkos, 2020, ISBN 9788836160419.
- Le leggende del jazz. Ritmo e improvvisazione, Santarcangelo di Romagna, Diarkos, 2021, ISBN 9788836160266.
- Franco Califano. Non escludo il ritorno. Edizione ampliata, Santarcangelo di Romagna, Diarkos, 2024, ISBN 9788836163519.
- Mia Martini. La voce dell'anima, Santarcangelo di Romagna, Diarkos, 2025, ISBN  978-8836164752